# Коуэлл, Филип Герберт
Фи́лип Ге́рберт Ко́уэлл (англ. Philip Herbert Cowell; 7 августа 1870, Калькутта — 6 июня 1949) — британский астроном.
Член Лондонского королевского общества (1906).

## Биография
Коуэлл получил образование в Итонском колледже, а затем в Кембриджском университете (Тринити-колледж).
В 1896 году стал вторым главным ассистентом Королевской Гринвичской обсерватории. В 1910—30-е годы занимал должность суперинтенданта Офиса морского альманаха её величества (англ. HM Nautical Almanac Office).
Основные работы связаны с небесной механикой, в частности, с расчётом орбит комет и малых планет. Много внимания посвятил существовавшему тогда расхождению между расчётным и наблюдаемым положениями Луны. Наиболее известен совместным с Кроммелином циклом работ, посвящённым расчётам орбиты прошлых и будущих появлений кометы Галлея.
В 1911 году Коуэлл получил Золотую медаль Королевского астрономического общества.
Он открыл астероид 4358 Lynn.
Его именем назван астероид 1898 Cowell.